# Onkel Robinson
Onkel Robinson ist ein um 1869 bis 1870 entstandener unvollendeter Roman des französischen Autors Jules Verne. Er ist wie auch Vernes Roman Die Schule der Robinsons aus dem Jahr 1882 von dem Roman Der Schweizerische Robinson von Johann David Wyss inspiriert.
Ursprünglich plante Jules Verne zwei Bände, einen davon schrieb er tatsächlich. Der Verleger Pierre-Jules Hetzel lehnte die Veröffentlichung unter anderem wegen der Schilderung von an einer Robinsonade beteiligten Kindern ab. Verne stellte das Manuskript daraufhin von der weiteren Bearbeitung zurück. Später verwendete er Elemente der Handlung unter anderem in Die geheimnisvolle Insel. Die Stadt Nantes, in der Jules Verne geboren wurde, kaufte die Rechte an dem Roman und ermöglichte die Veröffentlichung. Die französische Originalausgabe erschien dann im Jahr 1991 unter dem Titel L’Oncle Robinson in Band 3 von Manuscrits nantais, einer Sammlung von Schriften aus Vernes Nachlass.

## Handlung
Harry Clifton, ein amerikanischer Ingenieur, möchte nach jahrelanger Tätigkeit in Asien mit seiner Frau und den vier Kindern in seine Heimat zurückkehren. Auf dem Schiff, mit dem er reist, kommt es nach wenigen Tagen zu einer Meuterei. Während der folgenden dramatischen Auseinandersetzungen wird er in seiner Kabine eingesperrt. Seine Frau und ihre vier Kinder werden in einem Boot auf dem Pazifik ausgesetzt. Schließlich kann der Matrose Flip ihnen helfen. Flip treibt dann mit Cliftons Familie zusammen über das Meer. Durch die geschickte Hilfe von Flip gelingt es ihnen mit ihrem kleinen Beiboot auf einer einsamen Pazifik-Insel zu landen. Die landschaftlich reizvolle Insel soll nun zu ihrem Zuhause gemacht werden. Unter der fachkundigen Anleitung von Flip richten die Schiffbrüchigen sich so gut es geht auf der Insel ein. Harry Clifton kann den Meuterern entfliehen und rettet sich ebenfalls auf die Insel. Dank ihm und Flip verbessert sich das Leben der kleinen Inselgemeinschaft. Die Kinder genießen ihr Inselleben, das sie an die Abenteuer des Schweizerischen Robinson erinnert. Sie nennen Flip liebevoll Onkel Robinson. Nach der Entdeckung einer Schrotkugel in Fleisch wird den Inselbewohnern klar, dass es noch andere menschliche Wesen auf der Insel geben muss. Doch just hier bricht die Handlung ab, was auf die Ablehnung des Romans durch den Verleger zurückzuführen ist.

## Bibliografie (Auswahl)
- Jules Verne: Onkel Robinson (Übersetzung: Gerhard Meier). München: Nymphenburger, 1993, ISBN 3-485-00673-4